# Milly-la-Forêt
Milly-la-Forêt is een gemeente in het Franse departement Essonne (regio Île-de-France) en telt 4785 inwoners (2014). De plaats maakt deel uit van het arrondissement Évry.

## Geografie
De oppervlakte van Milly-la-Forêt bedraagt 33,9 km², de bevolkingsdichtheid is 142 inwoners per km².
De onderstaande kaart toont de ligging van Milly-la-Forêt met de belangrijkste infrastructuur en aangrenzende gemeenten.

## Demografie
Onderstaande figuur toont het verloop van het inwonertal (bron: INSEE-tellingen).

## Economie
- Milly-la-Forêt dankt zijn toeristische bedrijvigheid aan de onmiddellijke nabijheid van het Forêt de Fontainebleau.
- De hoofdactiviteit van het stadje is het kweken van aromatische planten.
- Sinds het midden van de 20e eeuw is Milly-la-Forêt een gegeerd vakantieoord voor Parijzenaars, voor kunstenaars zoals Jean Cocteau en Jean Marais en voor beroemdheden zoals Christian Dior.

## Bezienswaardigheden
- de markthal: dateert uit de 15e eeuw (1479).
- het kasteel dateert uit de 13e eeuw. Het werd gewijzigd in de 15e en 16e eeuw.
- de gotische kapittelkerk Notre-Dame-de-l'Assomption werd gebouwd tussen 1480 en 1633.
- Maison Jean Cocteau: dit huis dateert uit de 18e eeuw en is opgetrokken in Louis XIII-stijl. Jean Cocteau kocht het in 1947 samen met zijn vriend, de acteur Jean Marais. Het domein beslaat 2 hectares met onder meer tuinen, een boomgaard en een park. De kunstenaar bracht er de laatste 17 jaar van zijn leven door tot aan zijn overlijden in 1963. In 2010 werd het museum, gewijd aan het leven en het werk van Cocteau, ondergebracht in het huis en ingehuldigd.
- Chapelle Saint-Blaise-des-Simples: de kapel dateert uit de 12e eeuw en is het enig overblijfsel van een leproserie. Ze ligt even buiten het centrum. In 1959, tijdens de restauratie, werd Cocteau verzocht de kapel te versieren. Hij ontwierp de brandglazen en schilderde de muurfresco's. Die fresco's stellen de Verrijzenis van Christus voor achter het altaar. Op de andere drie muren staan geneeskrachtige planten afgebeeld wat een eerbetoon is aan de specialiteit van het stadje en wat ook de naamgeving van de kapel verklaart. Vooraan staat ook een bronzen buste van Cocteau, die Arno Breker in 1964, een jaar na Cocteau's overlijden, schonk aan de kapel. Ook in 1964 werd het stoffelijk overschot van Cocteau naar de kapel overgebracht. In de tuin van de kapel is een 'jardin des simples' ingericht, een tuin vol aromatische planten.
- Even buiten Milly-la-Forêt, in de bossen, bevindt zich het museale kunstwerk Le Cyclop de Jean Tinguely, tussen 1969 en 1994 gebouwd in samenwerking met zijn vrouw Niki de Saint Phalle en met de medewerking van 15 internationale kunstenaars (waaronder César Baldaccini en Daniel Spoerri).
- het Conservatoire national des plantes à parfum, médicinales, aromatiques et industrielles

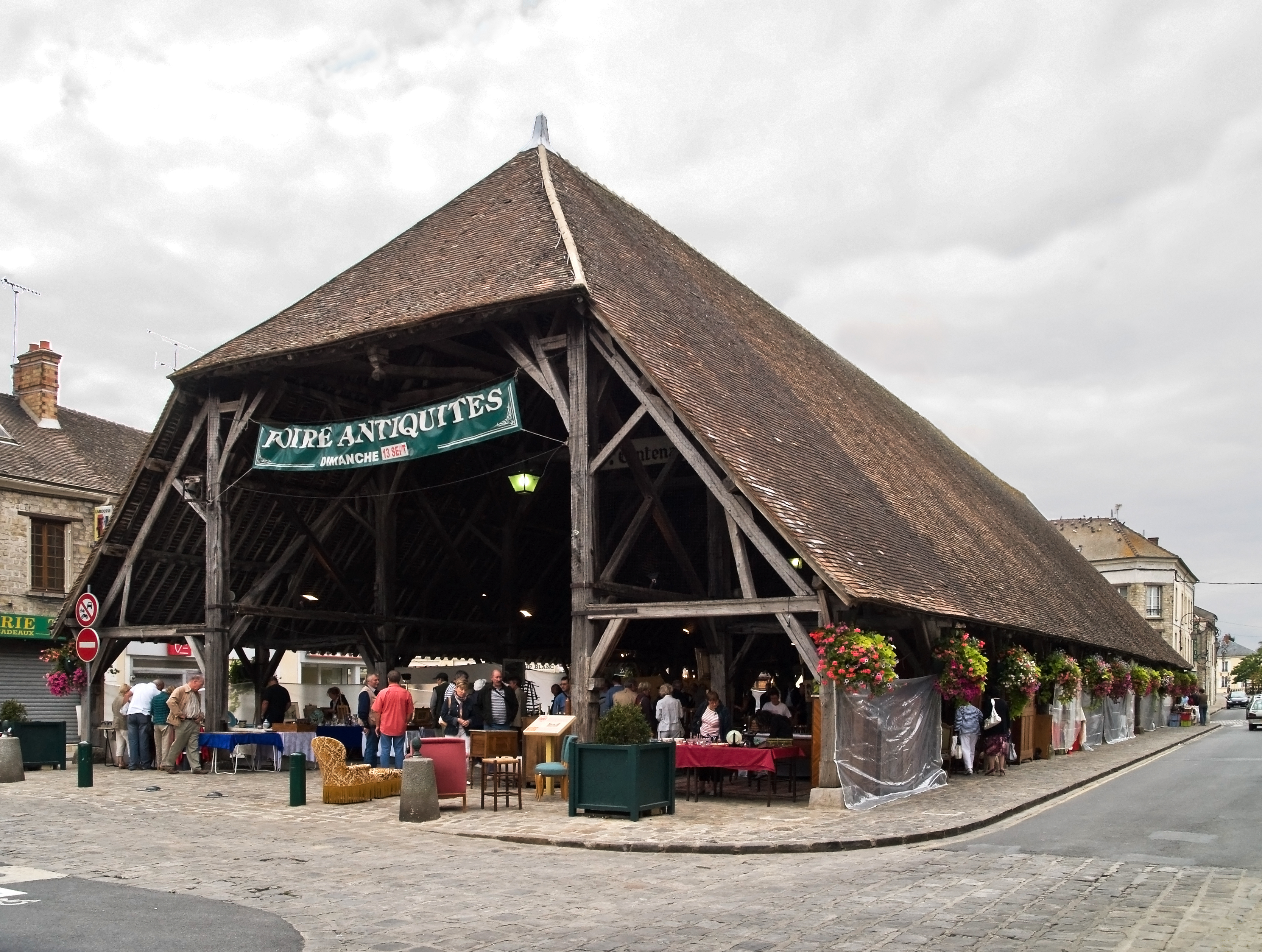
Markthal
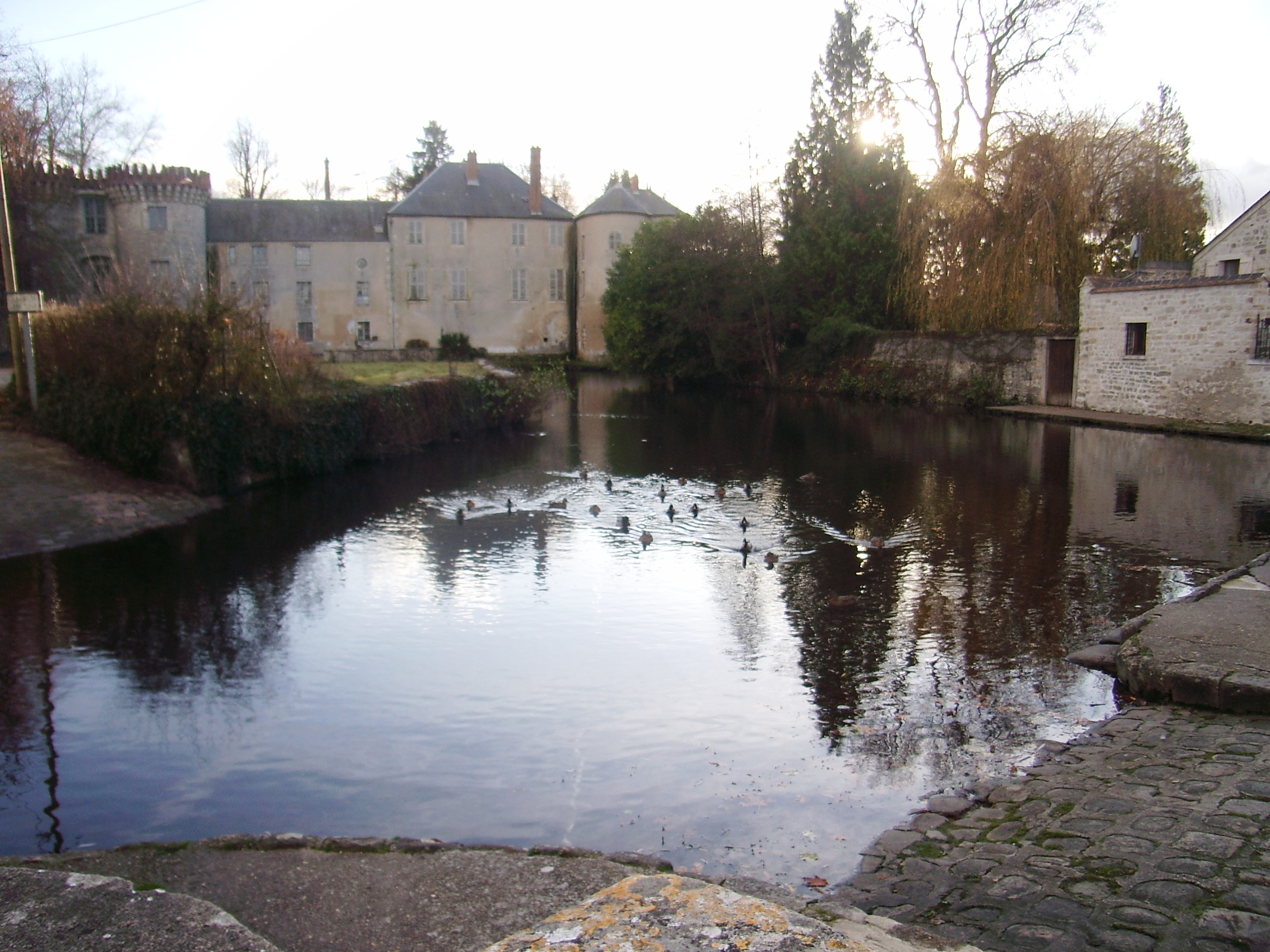
Kasteel Milly-la-Forêt
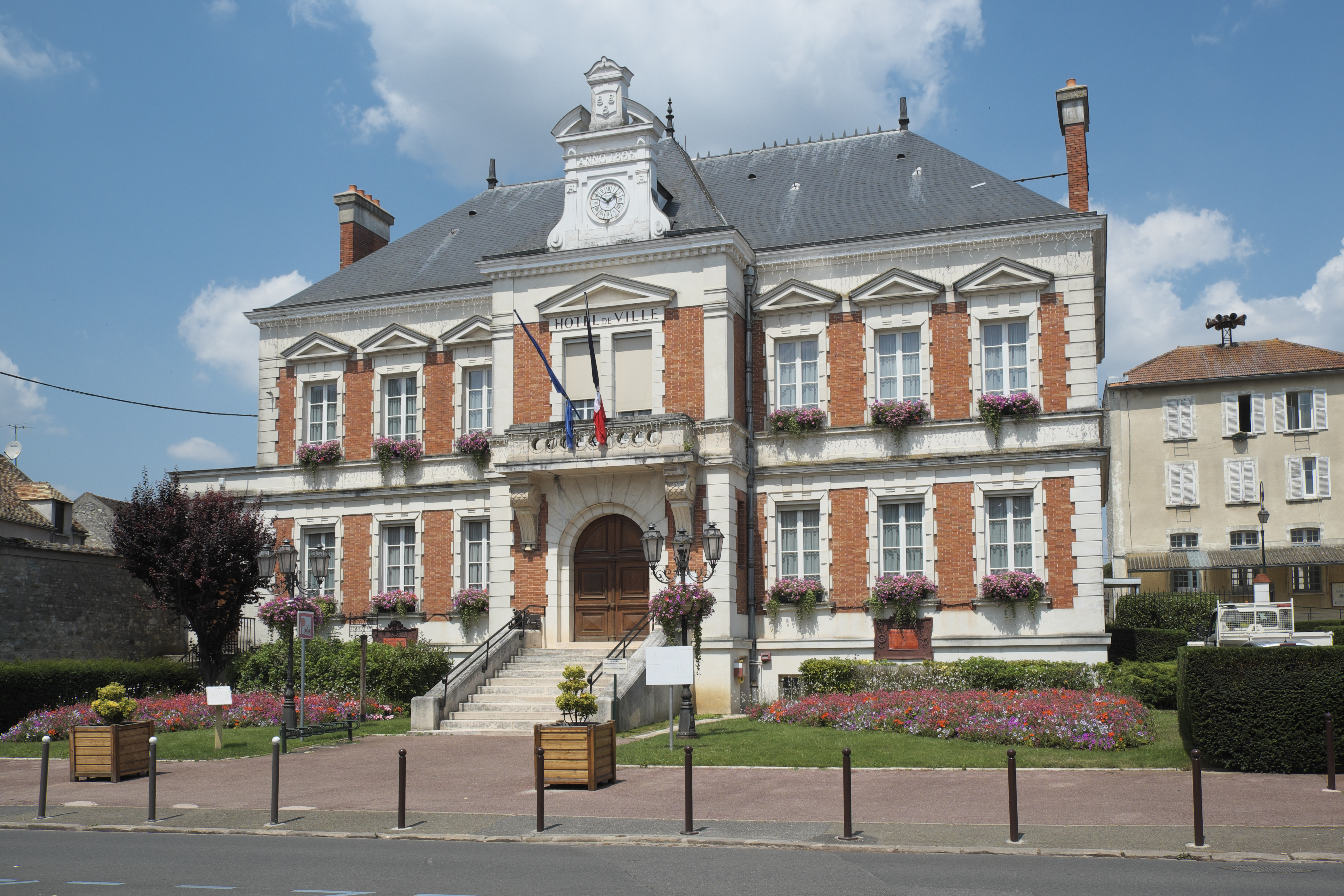
Hôtel de ville